# Entraînement à basse intensité
L'entraînement à basse intensité (EBI) est une forme d'entraînement d'endurance aérobie utilisée dans des sports tels que la course à pied, l'aviron et le cyclisme, également connue sous le nom d'entraînement d'endurance aérobie, d'entraînement de base et d'entraînement de zone 2. Les adaptations physiologiques positives associées à cette modalité d'entraînement sont l'amélioration de la fonction cardiovasculaire, de la fonction thermorégulatrice, de la production d'énergie mitochondriale, de la capacité d'oxydation des muscles squelettiques et de l'utilisation des graisses comme source d'énergie musculaire. Ernst van Aaken, médecin et entraîneur allemand, est généralement considéré comme le fondateur de cette méthode d'entraînement adaptée notamment à la course de longue distance et aux sports d'endurance comme le cyclisme.

L'entraînement basse intensité est une forme d'entraînement continu effectué à un rythme constant à une intensité faible à modérée sur une distance ou une durée prolongée,. L'intensité modérée de l'entraînement sur longue distance est également efficace pour améliorer l'endurance et l'absorption maximale d'oxygène chez des personnes sous-entraînées ou modérément entraînées. Bien que l'entraînement sur longue distance lente ne soit pas suffisant lorsqu'il est utilisé isolément par des athlètes bien entraînés, il existe des preuves substantielles que les athlètes d'élite consacrent 70 % ou plus de leur temps d'entraînement à des sorties d'entrainement EBI, que les niveaux d'effort sur longue distance lente constituent une partie nécessaire de l'entraînement des athlètes de classe mondiale et que les entraînements de ce type sont les principaux moteurs des fréquences cardiaques au repos plus faibles observées chez les athlètes bien conditionnés. Pour les coureurs de trail et de longue distance par exemple, on préconise que 80% du temps d’entraînement soit effectué à basse intensité pour 20% en haute intensité.

## Typologie des intensités et basse intensité
Les médecins du sport et les préparateurs physiques utilisent l’échelle ESIE (Échelle d’Évaluation Subjective de l’Intensité de l’Exercice) qui distingue sept niveaux de ressenti lors de la réalisation d’un effort physique, et nommés de I1 (Intensité 1) à I7 (intensité 7).  Les premiers niveaux suffisent à comprendre ce qu’est le travail à basse intensité:
I1 : ressenti subjectif : intensité légère, effort facile en décontraction, conversation aisée. Cela correspond en termes objectifs à une puissance  < 50 % de la PMA (puissance maximale aérobie), ou en fréquence cardiaque à  < 75 % de la FC Max. 
I2 : ressenti subjectif :  intensité moyenne, correspondant à un effort d’endurance pure, aucune douleur musculaire, conversation facile, fatigue intervenant après quelques heures d’effort prolongé, selon la condition physique de départ. En termes objectifs, on se situe entre 50 et 65 % de PMA et entre 75 et 85 % de FC Max.
I3 :  ressenti subjectif : intensité soutenue, apparition des tensions musculaires, conversation difficile à tenir, épuisement en moins de 2h pour le sportif régulier:  Sur le plan physiologique objectif, on se situe entre 65 et 75 % de PMA, et entre 85 et 92 % de FC Max. 
Le travail à basse intensité correspond aux deux premières zones d’effort et idéalement à la seconde. 

### L’erreur commune des hautes intensités
Guillaume Judas du magazine 3Bikes.fr considère que travailler à des intensités plus hautes constitue une erreur qui donnera l’illusion de progresser mais conduira rapidement à un plateau, que cela augmente les risques de blessures et n’habitue pas l’organisme à puiser dans les réserves de graisses lors des exercices, ce qui est indispensable pour perdre du poids et pour pouvoir faire des sorties longues.